# Saltarello
Saltarello je folklorni ples koji je izvorno nastao na području Italije. Prvi se put spominje u Londonskom rukopisu, dokumentu napisanom krajem 14. ili početkom 15. stoljeća u Toskani, a danas je u vlasništvu Britanske knjižnice. Uglavnom se izvodio u brzoj tročetvrtinskoj ili troosminskoj mjeri i nazvan je prema svojstvenim skokovima (u talijanskom jeziku glagol saltare znači "skočiti"). Zbog te je osobitosti u njemačkom dobio ime Hoppertanz odnosno Hupfertanz ("poskočica"); među ostalim imenima navode se francusko pas de Brabant i španjalsko alta ili alta danza.

## Povijest
Tijekom 15. stoljeća riječju "saltarello" imenovan je poseban plesni korak (ples u dva koraka s poskokom na prvi ili posljednji nenaglašeni takt), ali i naziv brze trotaktne glazbene mjere; oboje se pojavljuje u mnogim koreografskim plesovima. Plesovi koji se samo sastoje od skokova i mjere saltarella opisani su kao improvizirani u talijanskim plesnim priručnicima iz 15. stoljeća. (Prvi traktat o plesu u kojem se govorilo o saltarellu napisao je Antonio Cornazzano 1465.) Jasniji i detaljniji opis takvog skoka i mjere nalaze se u rukopisu iz 16. stoljeća koji se danas čuva u madridskoj instituciji Academia de la Historia. U to su vrijeme saltarello plesale grupe kurtizana odjevene poput muškaraca na plesovima pod maskama. Saltarello je nadahnuo ples quadernaria u Njemačkoj, koji je naknadno u Italiji postao saltarello tedesco (njemački saltarello). Taj je "njemački saltarello", za razliku od talijanske inačice, bio u dvostrukoj glazbenoj mjeri i počinjao je na naglašenom taktu.
Godine 1540. Hans Newsidler objavio je talijanski ples pod imenom Hupff auff (uvodni preskok) i identificirao ga podnaslovom u navodnicima: "saltarella".

## Kao narodni ples
Iako je podrijetlom toskanski dvorski ples, saltarello je postao tipičan talijanski narodni ples u Ciociariji, a i često se izvodio u Rimu tijekom karnevala i svečanosti u blizini Monte Testaccia. Nakon što je 1831. prisustvovao rimskom karnivalu, njemački je skladatelj Felix Mendelssohn uvrstio taj ples u završnicu svoje Talijanske simfonije. Jedini primjer saltarella u sjevernoj Italiji jest saltarello romagnolo u Romagni.
I dalje je popularan narodni ples koji se izvodi u područjima u južnoj i središnjoj Italiji, među kojima su Abruzzo i Molise (premda mu je ime u tim dvama regijama ženskog roda: Saltarella), ali i Lacij i Marke. Glazba za ples uglavnom se izvodi na gajdama zampogna ili na organettu, vrsti harmonike, a glavno glazbalo prati tamburin.

## Vrste saltarella u srednjem vijeku
Glavni izvor za srednjovjekovni talijanski saltarello jest toskanski rukopis Londonski rukopis, koji je nastao krajem 14. ili početkom 15. stoljeća i danas se nalazi u vlasništvu Britanske knjižnice. Glazbeni oblik četiriju ranih saltarella ista je kao za ples estampie. Međutim, nalaze se u različitim glazbenim mjerama: dva su plesa transkribirana u šestosminskoj mjeri, jedan u tročetvrtinskoj mjeri, a jedan u četveročetvrtinskoj mjeri. Budući da ne postoje izvori o koreografijama prije 1430-ih, upitno je jesu li ta četiri plesa na određeni način povezana s kasnijim saltarellima.

## U klasičnoj glazbi
- Tielman Susato uvrstio je saltarello u djelo Het derde musikboexken: Danserye (iz 1551.).
- Autorstvo skladbe za gitaru pod imenom "Saltarello" pripisuje se Vincenzu Galileiju, a nastala je u 16. stoljeću.
- Odoardo Barri: Six morceaux de salon, za alt-violu i klavir (br. 6 je saltarello)
- Felix Mendelssohn uvrstio je saltarello u četvrtom stavku svoje Talijanske simfonije.
- Fanny Mendelssohn Hensel: Il saltarello romano za klavir, op. 6, br. 4
- Charles-Valentin Alkan skladao je "Saltarelle" op. 23, a uvrstio ga je i u posljednji stavak svojeg djela Sonate de Concert op. 47 za klavir i violončelo "Finale alla Saltarella".
- Hector Berlioz iskoristio je saltarello u karnivalskoj sceni djela Benvenuto Cellini which was reprised in the Roman Carnival Overture.
- Joachim Raff: Saltarello, za klavir, op. 108
- Charles Gounod: Saltarello za orkestar
- Camille Saint-Saëns: Saltarelle, za muški zbor, op. 74
- Camille Saint-Saëns: posljednji stavak Piano Concerta br. 2, op. 22 jest Saltarelle
- Eugène Ketterer: Saltarelle, za klavir, op. 266
- Daniel van Goens: Saltarello za violončelo i klavir, op. 35
- Ernst Haberbier: Saltarello za klavir, pp. 54
- Max Mayer: Fünf Klavierstücke, op. 6 (br. 3 je "Alla saltarello")
- F. Laurent-Rollandez: Saltarello za klavir, op. 18
- Franz Ries: Nocturne et Saltarello, za violinu i klavir
- S. B. Mills: Saltarello, za klavir, op. 26
- Bernhard Molique: Saltarella, za violinu i klavir, op. 55
- H. T. Manicus: Saltarello, za klavir
- George Grothe: Saltarello Galop, za klavir
- Emil Kronke: Saltarello, za klavir, op. 32
- George Frederick Bristow: Saltarello, za klavir
- August Marten: 4 Charakterstücke za violinu i klavir, op. 8 (br. 2 je saltarello)
- Georg Goltermann: Saltarello za violončelo i klavir, op. 59, br. 2
- Gustav Satter: Saltarello, za klavir, op. 147
- Gabriel Verdalle: Salatarello za solističku harfu, op. 23
- Jedan dio djela Miniatures for Piano Trio Franka Bridgea je saltarello (br. 5)
- Jean Antiga: Saltarello: danse italienne, za klavir
- George Enescu: Nocturne et Saltarello, za violončelo i klavir
- Theodor Kullak: Saltarello di Roma, za klavir, op. 49
- Carl Gottschalksen: Saltarello: Sorento ved Napoli: Italiensk Suite 3, za klavir
- Edward German: Saltarello, za flautu ili pikolo i klavir
- Anton Strelezki: Saltarello, danza napolitana, za klavir, op. 18
- Henri Piccolini: Saltarello one-step, za orkestar
- Sydney Smith: Saltarello, za klavir sviran četirima rukama
- Jules Demersseman: Solo de Concert, op. 82 br. 6 za flautu i klavir. Posljednji stavak zove se "Saltarello"
- Leonardo De Lorenzo: Saltarello, za flautu, op. 27
- Paul Mason: Saltarello, za klavir
- Émile-Robert Blanchet: Saltarello, za klavir
- Anton Schmoll: Saltarello, za klavir, op. 50, br. 19
- Jeraldine Saunders Herbison: Saltarello, za violončelo i klavir, op. 30, br. 2
- Maurice Jean Baptiste Ghislain Guillaume: Capriccietto, Canzona, and Saltarello, za klarinet i klavir, op. 23
- Guido Papini: Saltarello (Souvenir de Sorrento), za violinu i klavir, op. 55, br. 2
- Charles Robert Yuille-Smith: Saltarello, za violončelo i klavir
- Adolf Terschak: Saltarella, za flautu, violončelo i klavir, op. 20
- Charles Spinks: Dance Suite, za klavir, op. 12 (drugi stavak je saltarello)
- Bernard Wagenaar: Saltarello za klavir
- Germain Digmeloff: Pour un anniversaire: Saltarello
- Kris Dorsey: Shanty Saltarello (What Can You Do with a Drunken Sailor?), za kvintet limenih puhačkih glazbala
- Malcolm Forsyth: Saltarello, za kvintet limenih puhačkih glazbala
- Robert Planel: Prélude et saltarelle, za alt-saksofon i klavir
- Lauren Bernofsky: Saltarello za trubu in C (ili in Es) i klavir
- Jean-François Michel: Intrada, canzonetta e saltarello, za malu trubu in Hes ili trubu i klavir
- Antonius Streichardt: Saltarello, za mandolinski orkestar
- Germaine Tailleferre: Gudački kvartet (treći stavak)